# Trigonoptera grisea
Trigonoptera grisea là một loài bọ cánh cứng trong họ Cerambycidae.